# Cupania
Cupania es un género con 252 especies de plantas pertenecientes a la familia Sapindaceae.

## Especies seleccionadas
- Cupania acuminata
- Cupania acuta
- Cupania adenophylla
- Cupania affinis
- Cupania akeesia
- Cupania alba
- Cupania alphandi
- Cupania alternifolia
- Cupania americana L. - guara blanca de Cuba[1]
- Cupania emarginata
- Cupania glabra Sw. - guara blanca de Cuba[1]
- Cupania juglandifolia A.Rich. - guara colorada de Cuba, guara macho de Cuba.[1]
- Cupania vernalis